# 太田奈緒
太田 奈緒（おおた なお、1994年〈平成6年〉12月5日 – ）は、日本の女優。女性アイドルグループ・AKB48の元メンバー。京都府出身。フリーランスで活動。

## 略歴
2012年、第37回ホリプロタレントスカウトキャラバンに応募し、ファイナリスト10名に残るも落選。
2014年、『AKB48 Team 8 全国一斉オーディション』に京都府代表として合格。
2017年5月から6月にかけて実施された『AKB48 49thシングル 選抜総選挙』では第65位で、アップカミングガールズに選出され、「月の仮面」でセンターを務めた。同年6月18日より自身初の冠番組『京都トヨタPRESENTS AKB48チーム8太田奈緒のEverybody?? チャレンジ!』がKBS京都で放送開始。
2017年12月8日に行われた「12周年記念特別公演」において発表された新チーム体制への移行により、2018年4月よりチームB兼任となった。
2018年5月から6月にかけて実施された『AKB48 53rdシングル 世界選抜総選挙』では最終得票数21,416票を獲得し、第62位にランクイン。フューチャーガールズに選出された。
2019年11月6日、チーム8劇場公演においてグループ卒業を発表。同月23日に最後の握手会に参加。同年12月20日に卒業公演が行われ、AKB48を卒業した。
2020年1月5日、エイベックス・アスナロ・カンパニーに所属することを自身のTwitterで発表した。
2020年11月、京都府から京都府観光大使の委嘱を受けた。
2024年4月1日、ジャパン・ミュージックエンターテインメントに移籍したことを自身のSNSで発表した。
2025年3月1日、ジャパン・ミュージックエンターテインメントを退社したことを自身のSNSで発表した。今後はフリーで活動する。

## AKB48での参加楽曲

### シングル選抜楽曲
- 「心のプラカード」に収録
  - 47の素敵な街へ - 「Team 8」名義
- 「希望的リフレイン」に収録
  - 制服の羽根 - 「Team 8」名義
- 「Green Flash」に収録
  - 挨拶から始めよう - 「Team 8」名義
- 「唇にBe My Baby」に収録
  - あまのじゃくバッタ - 「Team 8」名義
- 「翼はいらない」に収録
  - 夢へのルート - 「Team 8」名義
- 「ハイテンション」に収録
  - 思春期のアドレナリン - 「Team 8 WEST」名義
- 「#好きなんだ」に収録
  - 月の仮面 - 「アップカミングガールズ」名義
  - プライベートサマー - 「SHOWROOM選抜」名義
- 「11月のアンクレット」に収録
  - 生きることに熱狂を! - 「チーム8」名義
- 「Teacher Teacher」に収録
  - 新しいチャイム - 「Team B」名義
  - 蜂の巣ダンス - 「Team 8」名義
- 「センチメンタルトレイン」に収録
  - ある日 ふいに… - フューチャーガールズ名義
- 「NO WAY MAN」に収録
  - 池の水を抜きたい - 「池の水選抜」名義
- 「ジワるDAYS」に収録
  - Generation Change - 「AKB48カップリング選抜」名義
- 「サステナブル」に収録
  - 好きだ 好きだ 好きだ - 「Team 8」名義

### アルバム選抜楽曲
『ここがロドスだ、ここで跳べ!』に収録
- へなちょこサポート - 「Team 8」名義

『0と1の間』に収録
- 一生の間に何人と出逢えるのだろう - 「Team 8」名義

### 劇場公演ユニット曲
チーム8「PARTYが始まるよ」公演
- スカート、ひらり
- 星の温度
- キスはだめよ

チーム8「会いたかった」公演
- 涙の湘南
- 恋のPLAN
- 背中から抱きしめて
- リオの革命

チームA 7th Stage「M.T.に捧ぐ」
- 負け男

トップリード「君も8で泣こうじゃないか」公演
- 涙に沈む太陽
- この涙を君に捧ぐ

高橋朱里チームB「シアターの女神」公演
- 嵐の夜には
- ロッカールームボーイ

湯浅順司「その雫は、未来へと繋がる虹になる。」公演
- ライダー
- 10クローネとパン

## 出演

### テレビドラマ
- 日曜ワイド ドクター彦次郎3（2017年8月20日、テレビ朝日） - 岩崎靖代（50年前） 役[16]
- 日曜ワイド 山村美紗サスペンス 狩矢父娘シリーズ 19「京都・どうぶつツアー殺人事件」（2017年9月24日、テレビ朝日） - 如月ユリカ（「ユリカ&優子」時代） 役[17]
- 漂着者（2021年7月23日 - 9月24日、テレビ朝日） - ラぺ 役[18]
- 六本木クラス 第4話 - 最終話（2022年7月21日 - 9月29日、テレビ朝日） - 磯部佳奈子 役[19][20]
- さらば、佳き日 第4話・第5話（2023年7月3日 - 10日、テレビ東京） - 鶴村かおり 役[21]
- ミステリと言う勿れ 特別編（2023年9月9日、フジテレビ系）[22]
- 〜if〜警視庁捜査一課 剣木善治（2024年1月8日 ‐ 2月25日、BSフジ） ‐ 棚山優菜 役[23]

### その他のテレビ番組
- 京都トヨタPRESENTS AKB48チーム8太田奈緒のEverybody?? チャレンジ!（2017年6月18日 - 2018年5月20日、KBS京都）[5]
- 歴史街道スペシャル・京の札所めぐり〜西国巡礼1300年〜（2018年10月6日、ABCテレビ）[24]

### 映画
- 占いゲーム（2023年4月21日公開） - 金石レイ 役[25]
- THE RIGHTMAN 正義の男（2025年2月1日公開）[26]
- 神と恩送り、（2025年9月5日公開予定） - 丸山苑子 役[27]

### ラジオ番組
- 太田奈緒のサステナブル･ドリーム supported by NEZAS（2020年7月25日 - 12月26日、エフエム東京）[28][29]

#### 特別番組
- Distance〜太田奈緒の、私が考えたこと〜（2021年9月5日、TOKYO FM）[30]
- Answer〜太田奈緒の、私が見つけたもの〜（2022年4月3日、TOKYO FM）[31]

### ラジオドラマ
- 『変身』〜あなたに伝えられること〜（2023年4月28日配信開始、AuDee） - 吉倉里奈 役[32]

### ネット配信
- ネット怪談×百物語 シーズン7 第61話 - 第70話（2021年4月10日 - 5月22日、style office YouTube） - おり姫 役[33]
- タクフェス 第10弾「ぴえろ」スピンオフドラマ 第5話・第15話 - 第18話（2022年9月配信開始、タクフェス公式YouTube・TikTok） - 本庄純 役[34]
- Ella project ドラマシリーズ『東京彼女』8月号ハナ篇「ペンライトラプソディ」（2023年8月17日配信開始、全4話、YouTube「10分ドラマ 東京彼女」） - 主演・ハナ 役[35]

### ナレーション・朗読
- 「カッコウの許嫁」100人100声 朗読動画（2021年3月） ※コミックス第3巻 p31 - p33を朗読[36]
- 日本IVR学会「UAE治療 描き続ける」編（2021年5月20日、日本IVR学会広報渉外委員会 公式YouTube）

### 舞台
- 絢爛とか爛漫とか（2016年9月10日 - 19日、品川プリンスホテル クラブeX） - 小林すえ 役[37]
- 上野パンダ島ビキニーズ「マイナス2.5」（2018年3月15日 - 18日、品川プリンスホテル クラブeX）[38]
- 殺しのリハーサル（2018年4月12日 - 15日、東京・全労済ホール / スペース・ゼロ / 5月26日・27日、石川・能登演劇堂） - サリー・ビーン 役[39][40]
- 劇団れなっち「ロミオ&ジュリエット」（2018年5月9日 - 13日、AiiA 2.5 Theater Tokyo） - バルサザー 役（黒組）[41]
- チーム8単独公演 KISS KISS KISS（2018年7月19日 - 22日、天王洲 銀河劇場）[42]
- 舞台版「マジムリ学園」（2018年10月19日 - 28日、日本青年館ホール） - 赤犬 役[43]
- 山犬（2019年2月27日 - 3月3日、東京・サンシャイン劇場 / 3月6日 - 10日、大阪・ABCホール） - 山本雲雀 役[44][45]
- エラリー・クイーン ミステリーオムニバス〜観客への挑戦〜（2019年4月11日 - 14日、全労済ホール / スペース・ゼロ） - ニッキィ・ポーター 役 [46]
- チーム8単独公演 Bee School（2019年9月4日 - 13日、品川プリンスホテル クラブeX） - バッティ 役[47][48]
- フラガール -dance for smile-（2019年10月18日 - 27日、東京・日本青年館ホール / 11月2日 - 4日、大阪・サンケイホールブリーゼ） - 木村早苗 役（福島雪菜とのダブルキャスト）[49]
- 舞台「真・三國無双 ～赤壁の戦いIF～」（2020年8月20日 - 24日、日本青年館ホール） - 小喬 役[50]
- ハンズアップ（2020年11月18日 - 23日、シアター1010） - キャサリン 役[51]
- 知り難きこと陰の如く、動くこと雷霆の如し。（2020年12月19日 - 28日、こくみん共済coopホール／スペース・ゼロ） - 陪審員4 役[52]
- 朗読劇「私立探偵 濱マイク-我が人生最悪の時-」（2021年2月17日 - 23日、ヒューリックホール東京） - 濱茜 役[53][54]
- 舞台「ROOKIES」（2021年11月18日 - 23日、東京・シアター1010 / 26日 - 28日、大阪・サンケイホールブリーゼ / 30日、滋賀・栗東芸術文化会館さきら） - ヒロイン・八木塔子 役[55][56]
- 東京マハロ 第25回公演「あの日わたしをはだかにして」（2022年4月6日 - 17日、東京芸術劇場 シアターウエスト） - 倉田レナ 役[57]
- タクフェス 第10弾「ぴえろ」（2022年10月7日 - 16日、サンシャイン劇場 / 10月22日、電力ホール / 10月25日、弘前市民会館 / 11月5日、ももちパレス / 11月18日・19日、道新ホール / 11月23日 - 27日、梅田芸術劇場 シアター・ドラマシティ / 12月3日、あしかがフラワーパークプラザ / 12月9日 - 11日、ウインクあいち） - 本庄純、エリカ 役[58][59]
- 舞台「十五少女漂流記」（2023年2月3日 - 6日、シアター1010 / 2月23日、海老名市文化会館） - 主演・ブリトニー 役[60][61]
- 舞台「珈琲いかがでしょう」（2023年5月17日 - 21日、シアター1010） - ヒロイン・垣根志麻 役[62]
- 魔法歌劇 アルマギア〜Episode.0〜（2023年11月2日 - 5日、シアター1010） - 主演・ティア・イクタル 役[63]
- ろりえの復讐（2024年4月18日 - 24日、新宿シアタートップス） - 主演・ナヲ 役[64][65]
- 舞台「マクラコトバ」（2024年7月4日 - 8日、あうるすぽっと） - 野村麻貴 役[66]
- 啓和グループ60周年記念公演「バック・トゥ・ザ・うんちゃん〜ドライバーの消える日〜」（2024年10月2日 - 6日、ザ・ポケット） - 主演・パコ 役（小川麻琴とダブル主演）[67]
- 舞台「あの空はキミの中〜Play ball, never cry!〜」（2025年4月4日 - 7日、吉祥寺シアター） - 六本木先生 役[68]
- 舞台「ぼくらの七日間戦争2025」（2025年8月24日 - 9月2日〈予定〉、東京・東京建物 Brillia HALL / 9月10日 - 18日〈予定〉、大阪・東京建物 Brillia HALL 箕面 大ホール / 9月24日 - 28日〈予定〉、京都・京都劇場 / 10月2日・3日〈予定〉、愛知・東海市芸術劇場 大ホール / 11月7日 - 9日〈予定〉、熊本・熊本城ホール メインホール / 11月7日 - 9日〈予定〉、東京・東京建物 Brillia HALL） - ⻄脇由布⼦ 役（須藤茉麻とのダブルキャスト）[69]

### イベント
- 全国地域安全運動スタート式・防犯パレード（2015年10月10日、京都国際マンガミュージアム・御池通） - 中京警察署一日署長[70]
- SUPER GT 第2戦 富士GT500kmレース（2017年5月3日・4日、富士スピードウェイ） - ゴールフラッグマーシャル[71]
- 豆腐プロレス The REAL 2018 WIP QUEENDOM in 愛知県体育館（2018年2月23日、愛知県体育館） - エブリバディ奈緒 役[72]
- 年末の交通事故防止 府民運動スタート式（2018年11月27日、長岡京記念文化会館） - 一日交通安全大使[73]
- 太田奈緒『27』 27th Anniversary photo gallery（2021年12月2日 - 8日、WONDER PHOTO SHOP）[74]

### CM
- 京都トヨタ自動車「初めての商談」篇・「初めての納車」篇・「初めての整備場」篇（2017年6月18日 - ）[5][75]

## 書籍
- この歴史、知らなくてすみません。 47都道府県・感動の日本史（PHP文庫）（2018年5月1日、河合敦との共著、PHP研究所） ISBN 978-4569768397

### 写真集
- 太田奈緒ファースト写真集 背伸びの高さ（2018年10月8日、光文社）[76]ISBN 978-4334902346

### 雑誌連載
- 歴史街道（2016年7月6日 - 、PHP研究所） - 「AKB48と学ぶ! 47都道府県 この偉人を知っている?」[77]